# ستيف بيرك (لاعب كرة قاعدة)
ستيف بيرك (بالإنجليزية: Steve Burke)‏ هو لاعب كرة قاعدة أمريكي، ولد في 5 مارس 1955 في ستوكتون في الولايات المتحدة.

## وصلات خارجية
- ستيف بيرك على موقعبيزبول رفرنس.كوم (الدوري الرئيسي) (الإنجليزية)